# 沈懷一
沈懷一（1967年11月10日—），台灣社會運動人士及獨立音樂創作歌手，出生在南投縣國姓鄉。

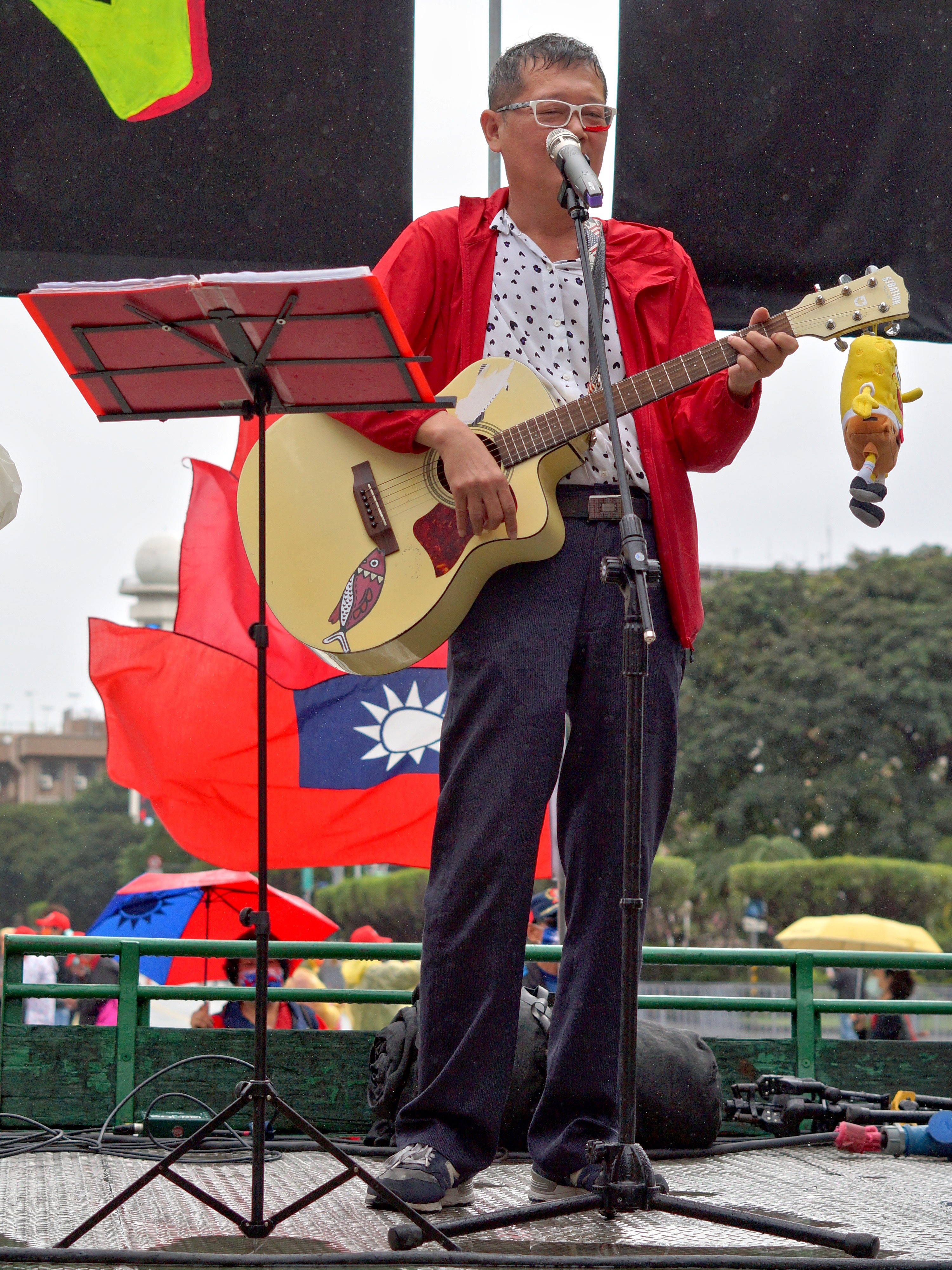
2021秋鬥舞台，沈懷一自彈自唱護藻礁歌曲

## 簡介
沈懷一7歲移居台中市，父母皆為教師。就讀台中一中時期即創作歌曲，就讀台大哲學系時期自組地下樂團「431樂團」並參加野百合學運，台大哲學系畢業後持續音樂創作及參與政治。但後來因為其理想，離開泛綠群體。
在2001年中華民國立法委員選舉中，沈懷一以無黨籍參選台中市立法委員，以「無力者聯盟」作為競選主軸，倡導「社會主義救臺灣」，最終得票1006票落敗，過程由電影導演莊益增拍成2002年紀錄片《選舉狂想曲》；卻也讓沈懷一從原有的鋒芒綻放的諷刺現實，轉為透過更文學、更內斂的方式來描述這個社會的「無力者」背後的遺憾。2009年，其作品《我行來海邊》獲得臺灣原創流行音樂大獎河洛語組首獎。2011年6月，他接受青平台基金會訪問時認為「（音樂創作人）如果太悶，寫出來的歌憤世嫉俗，那也不好」，道盡了其近年的歷練轉變。雖然沈寂於紅燈酒綠中，卻屢屢創作出佳作。
2017年6月27日，沈懷一到立法院群賢樓外絕食抗議完全執政的民主進步黨強勢通過前瞻基礎建設計畫，揹吉他自彈自唱原創歌曲〈八千八百億〉抨擊前瞻計畫是「錢贓計畫」，並批評中華民國總統兼民主進步黨主席蔡英文花錢如流水、債留子孫的行為是「不孝的媳婦」。2017年6月29日，作家林深靖表示，沈懷一「受不了，就站出來」，絕食抗議蔡英文政府「以人民的血汗來滿足一個總統的虛榮」。
2021年12月12日秋鬥，沈懷一與黑手那卡西工人樂隊以「護藻礁」和「反萊豬」創作歌曲帶動大合唱。

## 外部連結
- 沈懷一facebook
- YouTube沈懷一官方頻道 （页面存档备份，存于）